# Nemoral
Nemoral significa "pertinent a arbredes o boscos". El seu origen està relacionat amb la paraula llatina "nemus" (tija: "nemor-"), que significa bosc d'arbres.
S'utilitza especialment per etiquetar un tipus de bioma (zona de vegetació), que es troba a la zona temperada d'Euràsia i té boscos de fulla ampla. Segons el sistema de classificació Walter, té un clima temperat moderat amb períodes curts de gelades i es caracteritza per boscos caducifolis resistents a les gelades.